# Abbaye de Bredelar
L'abbaye de Bredelar est une ancienne abbaye cistercienne à Marsberg, dans le Land de Rhénanie-du-Nord-Westphalie, dans l'archidiocèse de Paderborn.

## Histoire
En 1170, l'archevêque de Cologne Philippe Ier de Heinsberg fonde une abbaye de Prémontrées sur le terrain qu'il a reçu de son vassal Gottschalk von Padberg (de). L'église abbatiale est consacrée à Saint Laurent. En 1196, le nouvel archevêque Adolphe d'Altena donne l'abbaye aux cisterciens de l'abbaye de Hardehausen. Les sœurs s'en vont à l'abbaye de Rumbeck (de).
Les possessions de l'abbaye s'accroissent durant le XIIIe siècle, notamment grâce aux dons des Padberg. Elle a ainsi des vignes le long du Rhin. De 1238 à 1241, elle se confectionne une Bible. En 1246, elle fraternise avec l'abbaye de Wedinghausen (de). Au XIVe siècle et au XVe siècle, les nombreuses querelles dans la région amènent au déclin économique et religieux. Au XVIe siècle, la situation s'améliore.
En 1591, l'abbé Melchior Gruben se convertit au protestantisme et quitte l'abbaye. En raison de conflits internes, un nouvel abbé succède deux ans plus tard. L'abbaye est rénovée. La guerre de Trente Ans oblige les moines à fuir en 1631. Absalon Heuck, abbé de 1640 à 1669, fait reconstruire l'abbaye.
De 1726 à 1766, le monastère devient une grande construction baroque. Durant la guerre de Sept Ans, les hostilités frôlent le lieu, le monastère doit payer un fort tribut. Un hôpital de campagne est mis en place pour environ 250 soldats. Un incendie accidentel détruit complètement l'abbaye lors de la nuit du 21 au 22 mars 1787. Le monastère est construit à nouveau peu de temps après, sa dette s'élève à 40 000 rixdales en 1801 alors que son budget tourne autour de 10 000 rixdales.
En 1802, l'abbaye devient la propriété du landgraviat de Hesse-Darmstadt. Elle est dissoute le 20 février 1804. Son domaine devient une propriété de l'État qui le lui loue. En 1842, l'abbaye est vendue à Theodor Ulrich qui crée une fonderie à l'intérieur.
Pendant la Seconde Guerre mondiale, le monastère sert de grand entrepôt pour des textiles et des articles ménagers. Le 12 avril 1945, l'entrepôt est pillé par les habitants et les anciens prisonniers des Allemands. Les troupes américaines, qui sont arrivés le 30 mars, laissent faire.
Depuis 1980, la plupart des bâtiments sont inutilisés.

## Organisation de l'abbaye
En 1196, l'abbaye de Bredelar se trouve en filiation avec Hardehausen puis devient indépendante, exempte d'une autorité épiscopale. Les soutiens du monastère viennent en partie de la noblesse locale au XIIIe siècle et au XIVe siècle.
L'abbaye s'occupe des paroisses de Bontkirchen et de Giershagen, ainsi que, pour un temps, de Heringhausen dans la principauté de Waldeck-Pyrmont. À Messinghausen et à Rösenbeck, elle installe un chapelain. Elle entretient des échanges avec l'abbaye de Holthausen (de). L'abbaye de Himmelpforten (de) a un prieur et un chapelain à Bredelar.
Après la guerre de Trente Ans, les documents de l'abbaye sont archivés. Durant le règne de Clément-Auguste de Bavière, les frontières du diocèse changent. L'abbaye de Bredelar passe de l'évêché de Paderborn au diocèse de Cologne. Vers 1800, l'abbaye comprend 18 membres. Après la sécularisation, les archives sont amenées à Münster, la bibliothèque compte 1 300 volumes dont 10 manuscrits précieux et 11 ouvrages de grande imprimerie.